# Qibin
Der Stadtbezirk Qibin (chinesisch 淇滨区, Pinyin Qíbīn Qū) gehört zum Verwaltungsgebiet der bezirksfreien Stadt Hebi in der Provinz Henan der Volksrepublik China. Qibin hat eine Fläche von 274,2 km² und zählt 295.000 Einwohner (Stand: Ende 2018). Er ist Zentrum und Sitz der Stadtregierung von Hebi.

## Administrative Gliederung
Auf Gemeindeebene setzt sich der Stadtbezirk aus einem Straßenviertel, einer Großgemeinde und zwei Gemeinden zusammen.

Diese sind:
- Straßenviertel Jinshan 金山街道
- Großgemeinde Dalaidian 大赉店镇
- Gemeinde Dagu 上峪乡
- Gemeinde Dahejian 大河涧乡